# شارون جونز
شارون جونز (انگلیسی: Sharon Jones؛ ۴ مهٔ ۱۹۵۶ – ۱۸ نوامبر ۲۰۱۶) خواننده آمریکایی موسیقی سبک فانک و سول بود. جونز در چهل سالگی اولین آلبوم خود را منتشر کرد و در سال ۲۰۱۴ نامزد دریافت جایزه گرمی شد. وی بین سال‌های ۱۹۹۶ تا ۲۰۱۶ میلادی فعالیت می‌کرد.